# Der Marsianer
Der Marsianer (Originaltitel: The Martian) ist der Debütroman und eine Robinsonade des US-amerikanischen Schriftstellers Andy Weir, der dem Science-Fiction-Genre zuzuordnen ist. Er wurde zuerst im Jahre 2011 in Weirs Selbstverlag veröffentlicht, bis er im Jahr 2014 im Crown-Verlag erschien. Die deutsche Übersetzung von Jürgen Langowski veröffentlichte der Heyne-Verlag ebenfalls im Jahre 2014. Er wird beschrieben als Mischung aus Apollo 13 und Cast Away – Verschollen.
Der Marsianer wurde 2015 als Wissensbuch des Jahres ausgezeichnet.
In deutschsprachiger Übersetzung erschienen das Buch mit 509 Seiten mit zwei verschiedenen Covern: Das erste zeigt einen stürzenden Astronauten. Das neuere bildet Matt Damon aus der Verfilmung als Mark Watney in einem Raumanzug ab.

## Inhalt

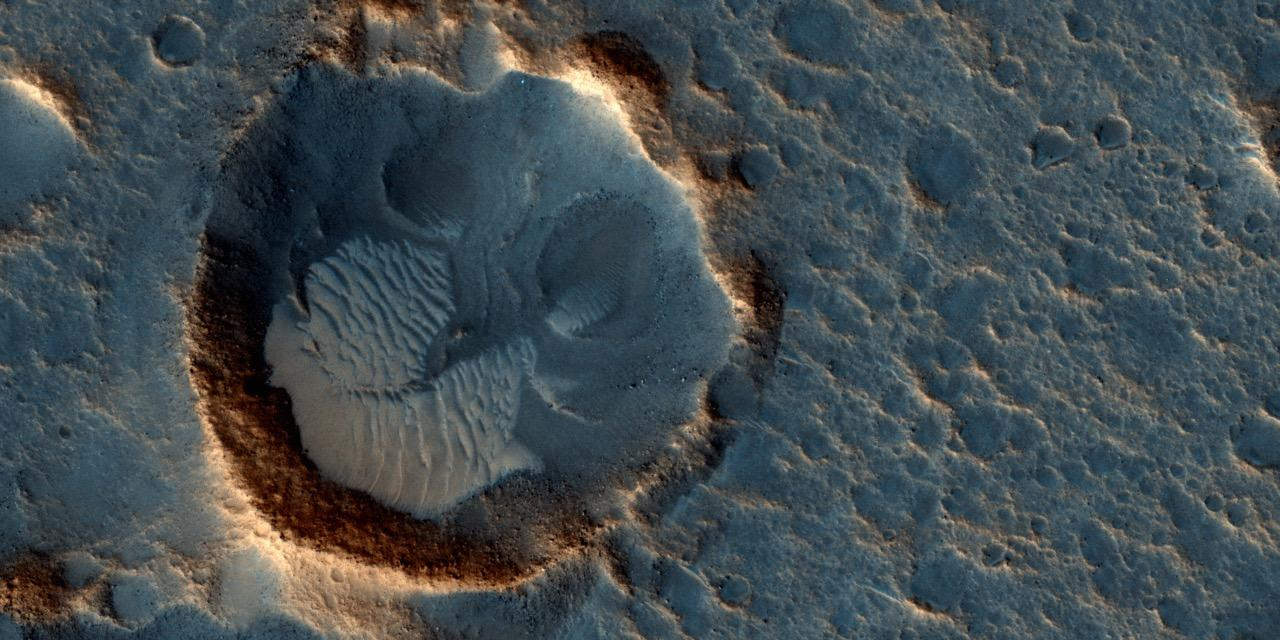
Die Position der Basis auf dem Mars, die Acidalia Planitia

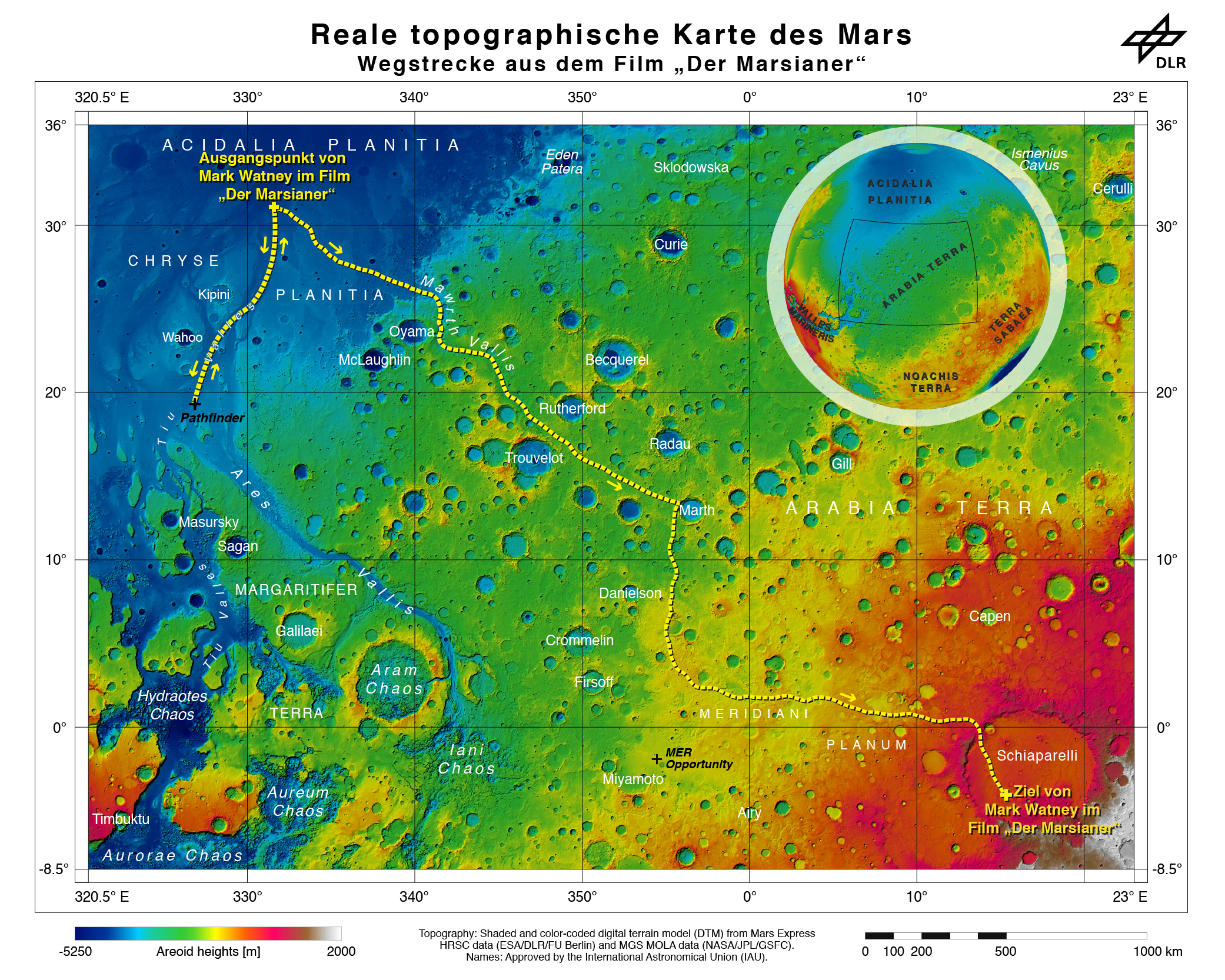
Watneys Routen von der Acidalia Planitia zu Pathfinder und in den Schiaparelli-Krater

NASA-Astronaut Mark Watney ist eines von sechs Mitgliedern von Ares 3, der dritten bemannten Marsmission; sie landet im Marsgebiet Acidalia Planitia. Als sie am sechsten Tag auf der Oberfläche aufgrund eines heftigen Staubsturms, der droht das Mars-Rückkehr-Modul (MRM) umzukippen, gezwungen sind, die Mission abzubrechen, wird er von der im Sturm losgerissenen Antenne des Habitats getroffen, die seinen Raumanzug durchbohrt und ihn ohnmächtig werden lässt. Da sein beschädigter Anzug keine Signale mehr sendet, muss Watney nach einer kurzen, verzweifelten Suche von Commander Lewis von seinen Kameraden aufgegeben werden, da sich das Zeitfenster für den Start der Landefähre rasch schließt. Die Crew verlässt den Mars daher ohne ihn und kehrt auf das Mutterschiff Hermes zurück. Watney ist jedoch am Leben geblieben, und seine Verletzungen erweisen sich als weniger schwer als gedacht und können von ihm gut versorgt werden. Da aber durch den Sturm das Kommunikationssystem zerstört worden ist, muss sich Watney, der der Botaniker und Mechaniker der Mission ist, ohne Hilfe von der Erde nun ganz alleine auf seine wissenschaftlichen und technischen Fähigkeiten und sein Improvisationstalent verlassen. Da auch alle Lebenserhaltungssysteme noch intakt sind, hat er eine reelle Chance die Zeit bis zur Ankunft der neuen Ares-Mission zu überstehen. Über alle seine Tätigkeiten führt er zudem täglich Logbuch für den Fall, dass etwas schiefgeht und sein Leichnam von einem der nachfolgenden Astronautenteams entdeckt wird.
Schon bald gelingt es ihm, die im unbeschädigt gebliebenen Ares-3-Habitat gelagerten Kartoffeln zu kultivieren und aus dem restlichen Hydrazin des Landemoduls Wasser zu gewinnen. Allerdings kann er sich seinen Berechnungen zufolge mit seinen Vorräten und den zusätzlich angebauten Kartoffeln nur noch etwa 900 Sol (Marstage) an Leben halten. Bei der Wasserherstellung reichert sich die Wohnkuppel mit Wasserstoff an, er kann sie jedoch später wieder mit Luft befüllen.
Beim Auswerten von den neuesten Satellitenbildern der Landezone bemerkt eine Mitarbeiterin der NASA zu ihrer großen Überraschung, dass Watney noch am Leben sein muss, sie alarmiert daraufhin umgehend ihren Vorgesetzten Venkat Kapoor und man beginnt fieberhaft nach Mitteln und Wegen zu suchen, um den gestrandeten Astronauten doch noch zu retten. Diese neuen Entwicklungen hält man aber gegenüber der restlichen Ares-3-Crew noch zurück, um diese nicht unnötig von ihren Aufgaben abzulenken, da sie sich inzwischen mit dem Raumschiff „Hermes“ wieder auf dem Rückweg zur Erde befindet.
Watney plant indessen, 3.200 km zum Schiaparelli-Krater zu fahren, da sich dort bereits das MRM der Ares-4-Crew befindet, die aber erst in vier Jahren dort eintreffen soll. Er muss zur selben Zeit dort sein, um mit ihnen dann zur Erde zurückzukehren zu können. Er beginnt damit, einen der beiden Rover der Ares-3-Mission für eine 54-tägige Reise vorzubereiten, indem er ihn mit den dafür erforderlichen Equipment, Solarzellen und zusätzlich mit den Batterien des zweiten Rover ausrüstet. Auf einer seiner längeren Testfahrten sucht und findet er eine alte NASA-Sonde, den Mars Pathfinder samt den dazugehörigen Sojourner-Rover, und bringt sie zurück zur Wohnkuppel, wo er sie wieder in Gang setzen und über eine gehackte Schnittstelle des Rovers visuellen Kontakt mit der Erde aufnehmen kann. Da nun eine Kommunikationsmöglichkeit besteht, kann Mitch Henderson, der Flight Director von Ares 3, Direktor Teddy Sanders überzeugen, auch endlich die Ares-3-Crew vom Überleben Watneys zu unterrichten. Diese ist nach Erhalt der Nachricht darüber überglücklich, mit Ausnahme von Kommandantin Melissa Lewis, die sich noch immer schwere Vorwürfe macht, Watney im Stich gelassen zu haben.
Als die zweite Kartoffelernte ansteht, sprengt sich jedoch eine der Luftschleusen der Wohnkuppel durch Materialermüdung ab. Watney überlebt auch diesen Unfall und kann die Kuppel wieder abdichten. Doch der plötzliche Kälteschock hat seine Ernte vernichtet, die Anbaufläche sterilisiert und das meiste seines Wassers verdampft. Da er nun keine zusätzliche Nahrung mehr anbauen kann, ist es für ihn unmöglich noch bis zum Eintreffen der Ares-4-Mission durchzuhalten. Die NASA bricht deswegen eine startbereite Saturn-Mission ab und nutzt deren Trägerrakete, um noch rechtzeitig ein Versorgungsmodul zum Mars zu bringen. Da das dafür zuständige Jet Propulsion Laboratory in Pasadena unter großen Zeitdruck steht, wird auf alle notwendigen Tests verzichtet, woraufhin die Rakete schon kurz nach ihrem Start explodiert. Die China National Space Administration bietet daraufhin der NASA an, für eine neue Versorgungsmission eines ihrer Trägersysteme zur Verfügung zu stellen, als Gegenleistung soll die NASA dafür einen chinesischen Taikonauten in die Ares-5-Mission aufnehmen. Durch die ungünstige Konstellation von Mars und Erde und die daraus resultierende längere Flugdauer fehlt allerdings die nötige Zeit, ein Landesystem zu konstruieren, weshalb die NASA entscheidet, die Kapsel mit den Vorräten notfalls auch ungebremst auf dem Mars aufschlagen zu lassen.
In der Zwischenzeit errechnet der Astrodynamiker Rich Purnell ein Flugmanöver, das es der Crew der Hermes erlauben würde, das chinesische Versorgungsmodul im Erdorbit aufzunehmen und mit den so neu aufgefüllten Vorräten noch rechtzeitig zum Mars zurückzukehren, um ihren Kameraden vor dem Hungertod zu retten. Direktor Sanders lehnt diesen – für ihn viel zu waghalsigen – Plan jedoch ab, da sich die Mission damit auf über 500 Tage verlängert und dadurch fünf weitere seiner Astronauten in große Gefahr gebracht werden würden. Alle Daten des „Purnellmanövers“ werden danach – ohne Wissen der NASA-Führung – in einer verschlüsselten Mail an die Hermes gesendet, deren Crew beschließt nach einer kurzen Beratung, sich über die Entscheidung der NASA hinwegzusetzen und alle sich daraus ergebenden Konsequenzen zu tragen. Sie leitet eigenmächtig das entsprechende Flugmanöver ein und zwingt dadurch die NASA, den Rettungsplan Purnells in die Tat umzusetzen.
Watney muss jedoch für seine Rettung den Schiaparelli-Krater erreichen und danach mit dem MRM in den Orbit zur Hermes fliegen. Die NASA leitet ihn an, den Rover so zu modifizieren, dass er damit die lange Reise zur Landezone der Ares-4-Mission überstehen kann. Durch ein Versehen schließt er jedoch die Sendeanlage des Pathfinder kurz und kann nicht mehr mit der Erde in Kontakt treten. Watney legt deshalb mit Steinen Nachrichten im Morsecode, die auf Satellitenaufnahmen gut erkennbar sind. Er benutzt den zweiten Rover als Anhänger und montiert dort alle lebenswichtigen Systeme. Während der Reise muss er allerdings alle fünf Tage pausieren, um Sauerstoff herzustellen, und braucht so mindestens 45 Tage, um die erforderliche Strecke zurückzulegen.
Der Hermes gelingt es, während des Erdvorbeifluges das Versorgungsmodul aufzunehmen. Die Crew darf über Funk mit Familienmitgliedern sprechen, danach schlägt das Schiff wieder die Flugbahn zum Mars ein.
Watney hat sich inzwischen auf den Weg nach Schiaparelli gemacht. Während seiner Fahrt entdeckt die NASA einen Staubsturm auf Watneys Route, der das Aufladen der Akkus behindert und so den Rettungsplan zum Scheitern bringen würde. Watney bemerkt die Gefahr allerdings noch rechtzeitig und kann den Sturm weiträumig umfahren.
Kurz vor dem Ares-4-MRM überschlägt sich Watneys Rover beim Einfahren in den Schiaparelli-Krater. Watney übersteht den Unfall unbeschadet, richtet den Rover wieder auf und kann ihn rasch wieder fahrtüchtig machen. Als er das MRM erreicht, kann er durch dessen Funkantennen wieder mit der NASA in Kontakt treten. Deren Anweisungen ermöglichen es ihm, das Raumschiff von überflüssigem Gewicht zu befreien, um so die notwendige Startgeschwindigkeit zu erreichen, die ihn auf Parallelkurs mit der Hermes bringen soll. Watney entfernt die Außenverkleidung der Kommandokapsel und deckt die Öffnung nur notdürftig mit einer Plane ab. Während des Starts reißt jedoch die Plane ab, und durch die fehlende Aerodynamik und die deshalb zu niedrige Geschwindigkeit droht Watney den Rendezvouspunkt zu verfehlen. Seine Missionskollegen können durch Improvisation den Punkt dennoch erreichen und sprengen dafür eine Luftschleuse der Hermes, um sie mit der explosionsartig ausströmenden Luft zu bremsen und kann damit Mark Watney letztendlich doch retten. Er hat mehr als anderthalb Jahre allein dort verbracht.

## Entstehungsgeschichte

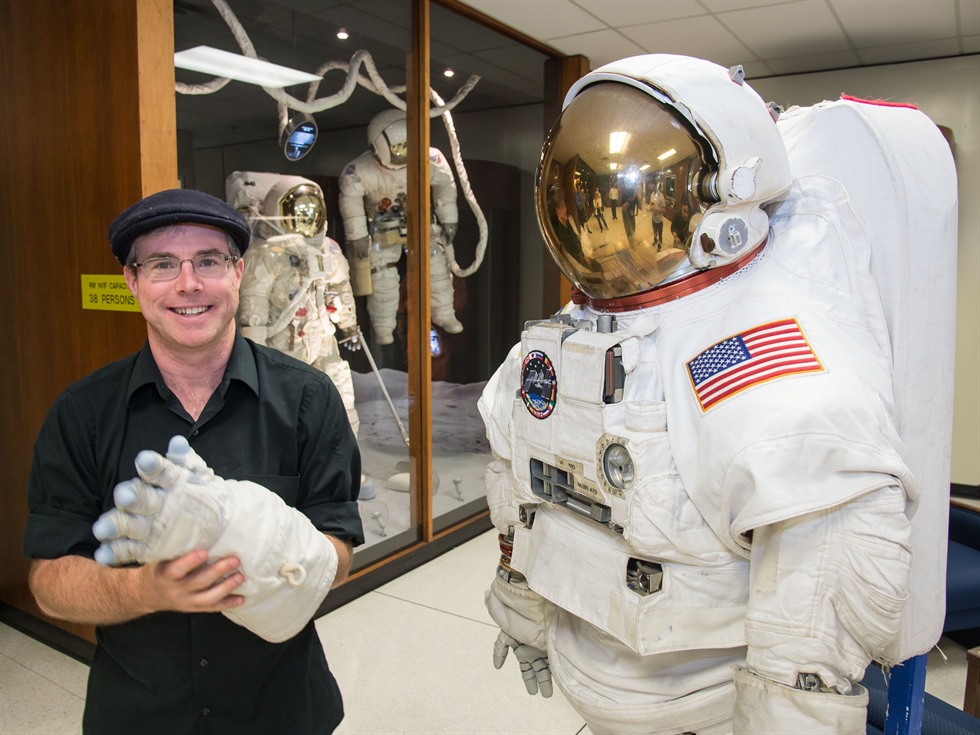
Autor Andy Weir im Lyndon B. Johnson Space Center, 2015

Andy Weir hat seinen fachlichen Hintergrund im Feld der Informatik. Im Jahr 2009 begann er seine Hintergrundrecherchen, um das Buch so realistisch wie möglich zu gestalten und gleichzeitig auf bereits existierende Techniken zu verweisen.
Nachdem das Werk von mehreren Verlagen abgelehnt worden war, veröffentlichte Weir das Buch kostenlos auf seiner Webseite. Auf Bitten seiner Fans erstellte er eine Version für den Amazon Kindle, die er zum Preis von 99 US-Cent anbot (das stellte den möglichen Mindestpreis dar). Die Kindle-Edition erreichte die Spitze der Amazon-Science-Fiction-Bestseller und wurde in drei Monaten 35.000-mal verkauft. Dadurch wurden Verleger aufmerksam, und Podium Publishing, ein auf Hörbücher spezialisierter Verlag, kaufte die Hörbuch-Rechte im Januar 2013. Weir verkaufte die Buchrechte an Crown im März 2013 für einen sechsstelligen US-Dollar-Betrag.
Das Buch erschien am 2. März 2014 auf der Bestsellerliste der New York Times auf Platz 12.
Am 12. Februar 2024 veröffentlichte Andy Weir die vierzehnseitige Kurzgeschichte Lost Sols (englisch für „verlorene Sols“) zur Feier des zehnjährigen Jubiläums der Publikation. In dieser beschreiben (erst nachträglich von einer durch übermäßige Strahlung zerstörten Festplatte wiederhergestellte) Logbucheinträge von Mark Watney seine Überquerung einer zwanzig Meter breiten Schlucht mit Rover und Ausrüstung während der Reise zum Schiaparelli-Krater.

## Wissenschaftliche Genauigkeit
Die im Roman dargestellten Techniken werden als realistisch beziehungsweise als umsetzbar eingeschätzt. Die Handlungsorte auf dem Mars wurden lokalisiert.
Andy Weir beantwortete auf Reddit die Leserfrage nach neuen Erkenntnissen, die er seit der Veröffentlichung des Buches erhalten habe, dass auf dem Mars sehr viel mehr Wasser im Boden vorhanden ist, als im Buch angenommen wird. Die Handlung hätte das aber wohl nicht verändert, da der Ort der Handlung eine Wüste sei. Auf die Frage, ob etwas im Buch steht, was nicht wahr sein kann, nannte er den Sandsturm zu Beginn der Handlung. Durch die viel dünnere Atmosphäre des Mars könnte ein Sturm in Wirklichkeit niemals eine solche zerstörerische Wirkung haben. Sandstürme bis 200 km/h treten auf dem Mars zwar auf, haben aber wegen der dünnen Atmosphäre nur eine Wirkung wie eine mittelstarke Brise auf der Erde, können also keine Ausrüstungsgegenstände herumwirbeln.
Eine Landung der ersten Marsmissionen in der Tiefebene Acidalia Planitia auf der nördlichen Mars-Halbkugel ist realistisch. Seinen Unfall kann Mark Watney überleben, wenn keine inneren Organe verletzt wurden. Im Marsboden lassen sich Kartoffeln anbauen, allerdings müssten vorher die Salze herausgewaschen werden. Die Strahlung des als Wärmequelle genutzten Radioisotopengenerators wäre verkraftbar. Beim Flug in der an der Spitze offenen Rakete ist die Überlebenswahrscheinlichkeit gering. Während eines Swing-by ein Rendezvous-Manöver durchzuführen, ist zwar kompliziert, aber nicht unmöglich.

## Verfilmung
Im März 2013 sicherte sich Twentieth Century Fox die Filmrechte und beauftragte den Drehbuchautor Drew Goddard, die Buchvorlage anzupassen und Regie zu führen. Im Mai 2014 wurde berichtet, dass sich Ridley Scott in Verhandlungen befindet, um die Regie der Verfilmung mit Matt Damon in der Hauptrolle zu führen. Der Film sollte am 2. Oktober 2015 in die amerikanischen Kinos kommen. Am 3. September 2014 folgte Jessica Chastain als weitere Hauptdarstellerin. Weitere Darsteller sind Kristen Wiig, Kate Mara, Michael Peña, Mackenzie Davis, Jeff Daniels, Donald Glover, Aksel Hennie, Sebastian Stan und Chiwetel Ejiofor. Am 7. Juni 2015 erschien ein viraler Video-Teaser, der in der Art eines Interviews die Protagonisten vorstellt. Einen Tag später erschien der erste offizielle Trailer. Der Film feierte am 11. September 2015 beim Toronto International Film Festival Premiere. Der deutsche Titel lautet Der Marsianer – Rettet Mark Watney, der Film kam am 8. Oktober in die deutschen Kinos.
Am 18. Februar 2016 kam in Deutschland die DVD-Version und eine 3D-Version auf Blu-ray heraus.